# Herb Dubiecka
Herb Dubiecka – jeden z symboli miasta i gminy Dubiecko w postaci herbu.

## Wygląd i symbolika
Herb przedstawia w polu czerwonym postać biskupa, stojącą w szatach pontyfikalnych rzymskich, a więc w ornacie białym ze złoceniami, infule na głowie, pastorałem złotym w lewej ręce; prawa ręka wzniesiona w geście błogosławieństwa.

## Historia
Historia Dubiecka rozpoczęła się w średniowieczu, kiedy to król Władysław Jagiełło nadał je w XIV wieku rodowi Kmitów. Dziedzicem wsi podczas uzyskania przez nią lokacji miejskiej w 1407 roku był późniejszy kasztelan przemyski Mikołaj Kmita, dlatego też herbem miasta stał się jego patron, św. biskup Mikołaj.
Samorząd gminy Dubiecko w 1990 r. zlecił wykonanie opinii dotyczącej herbu Południowo-Wschodniemu Instytutowi Naukowemu w Przemyślu. Projekt herbu został stworzony przez Instytut we wrześniu 1990 r. i przyjęty Uchwałą Rady Gminy Dubiecko z dnia 8 stycznia 1991 roku.